# Sandberg Père et Fils
Sandberg Père et Fils è una serie di fumetti polizieschi scritta da Patrick Cothias e disegnata da Alfonso Font. Gli episodi sono usciti in edicola con il periodico di Éditions Vaillant "Pif Gadget" dal 1975 al 1977, poi sono stati raccolti in album.

## Riassunto
Érik è un avvocato, suo figlio Paul è un educatore, musicista e romanziere. I due, che sono molto legati, risolvono le indagini in un'ambientazione che rispecchia gli anni Settanta. Alfonso Font utilizza uno stile realistico e la narrazione ha una dimensione umoristica.

## Album
- Tome 1, Éditions du Taupinambour, giugno 2015[4]
- Tome 2, Éditions du Taupinambour, giugno 2015[5]
- Tome 3, Éditions du Taupinambour, giugno 2015[6]